# 促進転型正義委員会
促進転型正義委員会（そくしんてんけいせいぎ-いいんかい、繁体字：促進轉型正義委員會、略称：促轉會、促転会）は中華民国行政院にかつて存在した第二級独立機関で、台湾における政権移行期正義に関連する事項を担当するミッション志向の独立行政委員会であった。
促進転型正義条例（促进转型正义条例、移行期正義促進条例）の下に設立され、主に過去の権威主義独裁時代に焦点を当て、歴史的真実の回復、政治公文書の公開、司法不正の平定、社会和解の促進、不適切な党資産の処理と活用を計画と推進を担当していた。
2017年12月5日、立法院は促進転型正義条例の第三読会を可決した。2018年5月31日、促進転型正義委員会が正式に設立され、本部は台北市大安区安和路に置かれた。促進転型正義条例によると、促進転型正義委員会は2年の任期を持つ任務中心の機関であり、必要に応じて行政院長の同意を得て延長することができ、設立以来2回延長されている。
2022年5月30日に段階的な任務が完了した時点で促進転型正義委員会の任務が終了し、促進転型正義条例の規定に従って解散した後、行政院は行政長官を招集者とする「移行期正義委員会」を設置し、移行期正義に関する事項を担当する6つの主要な省庁と委員会を追加すると規定した。

## 論争
民進党政権により設置された委員会の為、国民党政権の否定の目的にしているとの批判を受けた。

### 共産主義工作員の名誉回復
委員会の取り組みにより名誉回復をされた政治犯の中には共産主義勢力の工作員、共産主義者も多く取り組みに疑問を持たれるケースが存在する。
名誉回復を受けた楊慕容は中国共産党の衛星政党である中国民主同盟のメンバーでありスターリンや共産主義を称えていた、また敵勢力を暴力で排除する思想持っておりスパイとして処刑された。処刑、スパイ認定が適切であったかの議論はあるが彼は中華人民共和国では殉教者とされており、彼以外にも中国共産党のスパイとして処刑され殉教者として称えられる陳宝倉も名誉回復がなされた。
名誉回復によって現在の政府は共産主義の工作員を民主主義の先駆者として称えている。